# John R. Drake
John Reuben Drake (* 28. November 1782 in Pleasant Valley, New York; † 21. März 1857 in Owego, New York) war ein US-amerikanischer Jurist und Politiker. Zwischen 1817 und 1819 vertrat er den Bundesstaat New York im US-Repräsentantenhaus.

## Werdegang
John Reuben Drake wurde während des Unabhängigkeitskrieges in Pleasant Valley im Dutchess County geboren. Er schloss seine Vorstudien ab. Danach ging er kaufmännischen Geschäften nach und arbeitete in der Landwirtschaft. 1813 war er Suptervisor von der Town von Owego im Tioga County. Er war zwischen 1815 und 1823 First Judge im Broome County. Während dieser Zeit saß er zwischen 1817 und 1819 in der New York State Assembly.
Als Gegner einer zu starken Zentralregierung schloss er sich in jener Zeit der von Thomas Jefferson gegründeten Demokratisch-Republikanischen Partei an. Bei den Kongresswahlen des Jahres 1816 für den 15. Kongress wurde er im 15. Wahlbezirk von New York in das US-Repräsentantenhaus in Washington, D.C. gewählt, wo er am 4. März 1817 die Nachfolge von James Birdsall und Jabez D. Hammond antrat, welche zuvor zusammen den Distrikt im US-Repräsentantenhaus vertreten hatten. Er schied nach dem 3. März 1819 aus dem Kongress aus.
Zwischen 1833 und 1838 war er Richter am Court of Common Pleas für Tioga County. Während dieser Zeit saß er 1834 erneut in der New York State Assembly. Zwischen 1841 und 1845 war er Präsident der Village von Owego. Am 21. März 1857 verstarb er in Owego und wurde dann auf dem Evergreen Cemetery beigesetzt.